# Kanton Vouneuil-sur-Vienne
Kanton Vouneuil-sur-Vienne (fr. Canton de Vouneuil-sur-Vienne) je starý francouzský kanton v departementu Vienne v regionu Poitou-Charentes. Skládá se z osmi obcí.

## Geografie
Tento kanton byl vytvořen kolem Vouneuil-sur-Vienne v arrondissementu Châtellerault. Jeho nadmořská  výška je v rozmezí od 47 m (Availles-en-Châtellerault) do 151 m (Beaumont), průměrná 87 m.

## Obce kantonu
- Archigny
- Availles-en-Châtellerault
- Beaumont
- Bellefonds
- Bonneuil-Matours
- Cenon-sur-Vienne
- Monthoiron
- Vouneuil-sur-Vienne